# Егон фон Вальдштеттен
Барон Артур Йоганн Антон Марія Егон фон Вальдштеттен (нім. Arthur Johann Anton Maria Egon Freiherr von Waldstätten; 21 квітня 1875, Фюнфкіршен — 12 травня 1951, Відень) — австро-угорський, австрійський і німецький офіцер, оберст австро-угорської армії, генерал-майор вермахту. Кавалер лицарського хреста Військового ордена Марії Терезії.

## Біографія

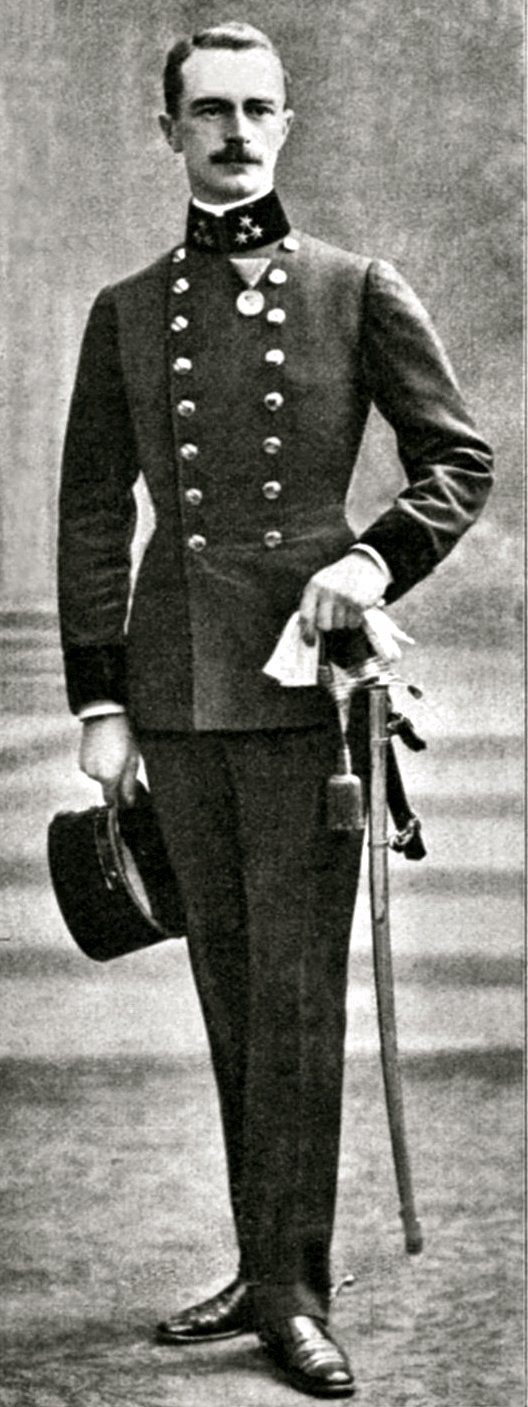
Барон фон Вальдштеттен (1905).

Син фельдцойгмайстра барона Георга фон Вальдштеттена. Старший брат генерала піхоти барона Альфреда фон Вальдштеттена, кавалера ордена Pour le Mérite.
Після завершення Терезіанської академії в 1893 року вступив в 2-й драгунський полк. 1 серпня 1914 року призначений в драгунський полк №7. 1 березня 1915 року за власним проханням переведений в піхоту і був призначений у 82-й піхотний полк командиром батальйону. Учасник боїв на Східному фронті. 8 липня 1915 року отримав важкого поранення (ампутація ноги) і відкликаний з фронту.У 1916 році призначений у військовий архів на посаду начальника відділу. На той час він також був партнером по картах імператора Карла I. 1 травня 1918 року очолив Відділ пропаганди (FASt.) Верховного командування армії.
Після закінчення Першої світової війни став цивільним службовцем військових архівів. В 1924 році вийшов у відставку в званні судового радника. В 1926 році став членом правління Імперської асоціації виробників тютюну в Брукк-ан-дер-Ляйта, з 1928 року — в Бригіттенау. З 25 червня 1934 року — президент асоціації. У 1937 році Вальдштеттен став членом Державної ради Федеративної республіки Австрія. З 1938 року також займав посаду голови Об'єднаної асоціації жертв війни.

## Сім'я

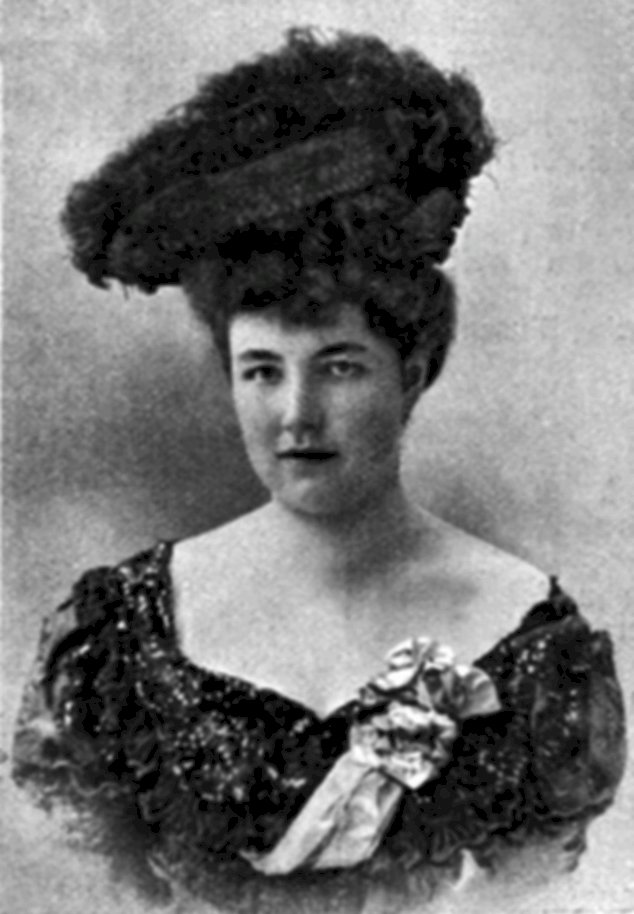
Баронеса Еріка Пахер фон Тайнбург (1903).

Вальдштеттен був одружений з Юлією Геленою Марією Ерікою (13 жовтня 1879 — 27 листопада 1960), дочкою промисловця барона Густава Пахера фон Тайнбурга і його дружини-суфражистки Барбари, уродженої баронеси фон Гагерн.
Австрійська акторка Нора Вальдштеттен (1981) — правнучка барона Егона фон Вальдштеттена.

## Нагороди
- Ювілейна пам'ятна медаль 1898
- Ювілейний хрест
- Пам'ятний хрест 1912/13
- Бронзова медаль «За військові заслуги» (Австро-Угорщина)
- Хрест «За військові заслуги» (Австро-Угорщина)
  - 3-го класу
  - 3-го класу з військовою відзнакою і мечами
- Орден Залізної Корони 3-го класу з військовою відзнакою і мечами (1915)
- Військовий Хрест Карла
- Орден Леопольда (Австрія), лицарський хрест з військовою відзнакою і мечами (1917)
- Залізний хрест
  - 2-го класу
  - 1-го класу (1918)
- Медаль «За поранення» (Австро-Угорщина) з однією смугою
- Золота медаль «За хоробрість» (Австро-Угорщина) для офіцерів (1921)
- Військовий орден Марії Терезії, лицарський хрест (16 грудня 1922)
- Пам'ятна військова медаль (Австрія) з мечами
- Почесний хрест ветерана війни з мечами

## Вшанування пам'яті
В 2015 році випуск Терезіанської академії обрав назву «Барон фон Вальдштеттен».